# Orchestre Lamoureux
Het Orchestre Lamoureux is een Frans symfonieorkest, opgericht in 1881 door Charles Lamoureux onder de naam Société des nouveaux Concerts. Het is een van de oudste orkestverenigingen in Parijs die nog steeds actief zijn. Het orkest staat ook bekend onder de naam Orchestre de l'Association des Concerts Lamoureux of kortweg Concerts Lamoureux.

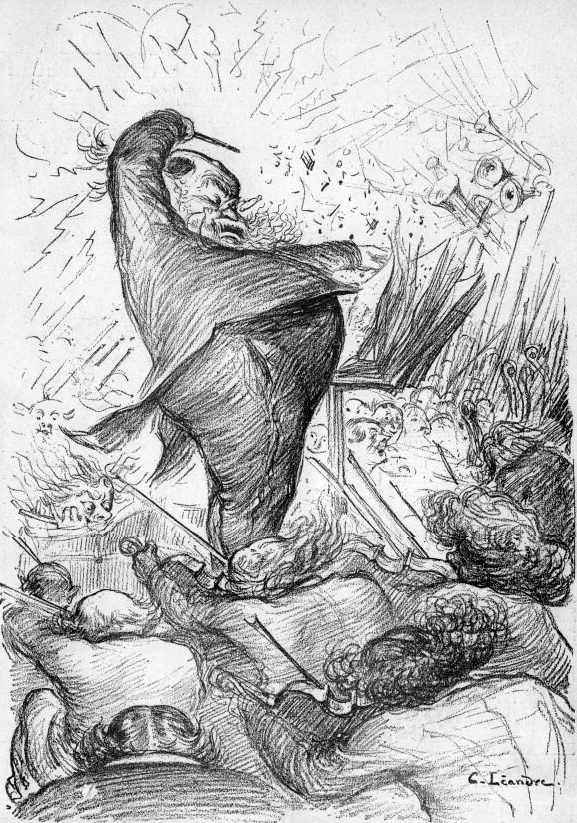
"Dhr Lamoureux slaat een fortissimo", door Charles Léandre, jaren 1890

## Geschiedenis
Het orkest werd opgericht in 1881 door de violist en dirigent Charles Lamoureux. Het orkest speelde een belangrijke rol in het verspreiden van de Franse symfonische muziek, omdat het een podium gaf aan het begin van de 20e eeuw aan de werken van bijvoorbeeld Claude Debussy en Maurice Ravel. Het orkest speelde de premières van Debussy's Nocturnes (1900 en 1901) en La Mer (1905) en van Ravels pianoconcert in G onder leiding van de componist zelf met Marguerite Long aan de piano.

## Organisatie
Sinds het overlijden van de oprichter in 1899 is het een onafhankelijk organisatie. Gedurende de 20e eeuw heeft het orkest meerdere financiële crises doorstaan. Onder leiding van chef-dirigent Yutaka Sado wist het orkest zich weer een plaats te veroveren in het Parijse muzieklandschap. Sinds 2011 staat het orkest onder leiding van Fayçal Karoui.

## Chef-dirigenten
- Charles Lamoureux (1881-1899)
- Camille Chevillard (1897-1923)
- Paul Paray (1923-1928)
- Albert Wolff (1928-1934)
- Eugène Bigot (1935-1950)
- Jean Martinon (1951-1957)
- Igor Markevitch (1957-1961)
- Jean-Baptiste Mari (1961-1979)
- Jean-Claude Bernède (1979–1991)
- Valentin Kojin (1991–1993)
- Yutaka Sado (1993–2011)
- Fayçal Karoui (2011-heden)